# Chimili, Tirumakudal Narsipur
Chimili là một làng thuộc tehsil Tirumakudal Narsipur, huyện Mysore, bang Karnataka, Ấn Độ.